# Africa Code Week
Africa Code Week (ACW) è un'iniziativa promossa da SAP a supporto dell'alfabetizzazione digitale e dell'accesso all'educazione informatica per giovani africani. Nell'ottobre di ogni anno, a partire dal 2015, giovani di età compresa tra gli 8 e i 24 anni sono stati coinvolti in workshop e sessioni online, accessibili inizialmente da 17 paesi africani, fino ad arrivare a 37 paesi partecipanti nel 2018: Tunisia, Marocco, Algeria, Egitto, Senegal, Gambia, Guinea, Burkina Faso, Benin, Niger, Ciad, Gibuti, Costa d'Avorio, Repubblica Democratica del Congo, Ghana, Nigeria, Etiopia, Togo, Camerun, Congo, Uganda, Ruanda, Kenya, Burundi, Tanzania, Malawi, Zambia, Angola, Mozambico, Zimbabwe, Botswana, Namibia, Madagascar, Mauritius, eSwatini, Lesotho e Sudafrica.
(Rachid Belmokhtar)

## Sostenitori
L'Africa Code Week, promossa inizialmente da SAP, ha avuto numerosi collaboratori di grande impatto:
1. Dal 2015: Camden Education Trust, Jokkolabs, Google, Cape Town Science Centre.
2. Dal 2016: Ministero federale tedesco per la cooperazione e lo sviluppo economico (BMZ), UNESCO YouthMobile.

Nel corso delle varie edizioni si sono aggiunti anche partner minori: 
Simplon.co, Forbes, AMPION, Galway Education Centre, King Baudouin Foundation, Scratch, Dreamoval, Camara, Coderdojo, Syntec Numérique, AFDEL, Atos.

## Organizzazione
Per l'Africa Code Week, SAP ha coinvolto volontari tra i propri dipendenti per educare gli staff di diversi governi africani, fornendo loro gli strumenti necessari per diffondere conoscenze informatiche a bambini e giovani durante il progetto. 
Durante l'Africa Code Week, i workshop per gli studenti dagli 8 agli 11 anni e dai 12 ai 17 anni si basano su Scratch. Attraverso la piattaforma openSAP, sono stati offerti anche corsi online gratuiti per coloro che non possono partecipare agli incontri. Gli studenti tra i 18 e i 24 anni, invece, hanno potuto seguire corsi sull'utilizzo delle tecnologie Web tramite HTML, CSS e Javascript. Autobus messi a disposizione da AMPION hanno permesso a coloro che vivono in aree rurali del Ruanda e della provincia del Capo occidentale in Sud Africa di partecipare ai seminari. 
Secondo Franck Cohen, presidente SAP Europa, Medio Oriente e Africa:

## Edizioni

### 2015
La prima edizione di Africa Code Week ha ottenuto risultati superiori del 444% all'obiettivo prefissato. Sono stati formati 88.763 giovani 17 paesi dell'Africa, principalmente provenienti da Marocco, Costa d'Avorio e Sud Africa. In Tunisia, Sud Africa e Togo più del 50% dei giovani coinvolti erano ragazze. Per gestire più di 3000 postazioni di codifica sono stati formati 2088 insegnanti.

### 2016
Nella seconda edizione i numeri sono saliti sensibilmente grazie alla partecipazione di 26 paesi: sono stati istruiti 428.758 giovani, con un aumento del 381% rispetto all'anno precedente, con una partecipazione femminile del 48,8%; 5607 insegnanti sono stati preparati nel corso di tutto l'anno.

### 2017
Nel 2017 i paesi partecipanti sono stati 35, con la partecipazione di 1.291.345 di giovani tra gli 8 e i 24 anni che hanno potuto usufruire di migliaia di postazioni workshop diffuse in tutti i 35 paesi partecipanti. La partecipazione femminile è stata del 43%. 
Durante l'anno che precede questa edizione sono stati formati 17.348 insegnanti.

### 2018
Nell'edizione del 2018 sono stati introdotti alle conoscenze digitali 2,3 milioni di giovani africani, di cui il 46% ragazze, con 37 paesi partecipanti e 63.759 postazioni gratuite di codifica. Nel corso del 2018 sono stati istruiti 22.999 insegnanti, di cui 5208 dal Marocco, che è stato il paese che ha formato il più alto numero di insegnanti.